# Stanislas Breton
Pour les articles homonymes, voir Breton (homonymie).
Stanislas Breton, né le 3 juin 1912 à Gradignan (Gironde) et mort le 2 avril 2005 à Bry-sur-Marne, est un philosophe et théologien français.

## Biographie
Stanislas Breton, prêtre de la congrégation des pères passionistes, était philosophe et théologien. Né le 3 juin 1912 à Gradignan (Gironde), il perd ses parents très jeune et entre au noviciat de la congrégation de la Passion de Jésus-Christ à 15 ans. Ordonné prêtre, il poursuit des études de philosophie quand la guerre arrive. Il est mobilisé et prisonnier en Autriche où il parfait sa connaissance de la langue allemande et lit des philosophes allemands, notamment N. Hartmann. Après la guerre, il reprend ses études de philosophie à Rome, devient en 1951 docteur en philosophie de l’université pontificale Angelicum et professeur à l’université Propaganda Fidei. À la fin des années 50, il revient en France, soutient une thèse de doctorat ès lettres, Approches phénoménologiques de l’idée d’être, à la Sorbonne. Il est professeur de philosophie à l’Université catholique de Lyon et à l’Institut catholique de Paris. En 1967, il demande à rencontrer Louis Althusser et devient son ami dans des circonstances qu’il a lui-même racontées. Cela lui vaudra de devenir maître de conférences à l’École normale supérieure pour cinq ans à partir de 1970. Il est alors au cœur des débats qui agitent la philosophie en France après les événements de Mai 68 et est en rapport — d’amitié parfois — avec les intellectuels connus à l’époque ou qui le deviendront. Il continue par ailleurs d’enseigner à l’Institut catholique de Paris, où il soutient une thèse de théologie en 1977 et partage la vie d’une communauté passioniste. Son œuvre, qui compte plus d’une quarantaine de volumes, témoigne à la fois d’un souci constant des questions les plus radicales en philosophie, celles qui relèvent de l’ontologie et de la métaphysique, et, surtout à partir des années 70, de sa participation aux débats de l’époque. Il est décédé le 2 avril 2005 à Bry-sur-Marne.

### Un itinéraire en philosophie
Par sa formation, S. Breton est d’abord théologien. En raison des besoins de sa congrégation pour la formation des novices, il s’est formé en philosophie. Mais au-delà de cette circonstance, il disait aussi qu’il avait été conduit à la philosophie par la théologie. Il affirmait qu’on ne peut faire aujourd’hui de la théologie sans devenir philosophe.
En philosophie, il ne s’est pas contenté de la philosophie dite scolastique traditionnellement enseignée aux théologiens, mais l’a mise à l’épreuve des recherches contemporaines en phénoménologie et en logique. Au cours des années soixante, à la faveur d’une amitié avec Jean Trouillard et Henry Duméry, il se tourne vers le néoplatonisme. Celui-ci permet de développer une approche plus dynamique et relationnelle de l’être, mieux en phase dans un contexte de pensée moderne. Cette option demeure en toile de fond de tous ses travaux ultérieurs, ce qui ne veut pas dire que sa pensée n’a pas évolué dans l’usage qu’il fait de ce fond.
Par cette option, Breton cherche à répondre à la crise qui affecte aussi bien la théologie que la philosophie, crise dont il fait état dans son livre Du Principe. En un premier temps, il a cru possible, semble-t-il, en s’appuyant sur le schème organisateur de la pensée néoplatonicienne qui structure la théologie de Thomas d’Aquin, avec les trois opérations : demeurer, procéder, et faire retour, schème d’une médiation entre les extrêmes de l’Un et de la matière, de reconstruire des systèmes de pensée en philosophie et en théologie. Il s’y est employé dans deux trilogies pour ces deux disciplines.

### Une trilogie en théologie
Le schème néoplatonicien lui permet de repenser tout le domaine de la théologie telle qu’il se présente dans les études théologiques contemporaines et tel qu’il est enseigné dans les facultés. Il y distingue trois moments, l’exégèse des Écritures, la théologie doctrinale et le phénomène de l’expérience mystique ou plus largement de l’expérience de foi. Cette mise en ordre logique et réflexive de caractère méta-théologique est esquissée dans Foi et raison logique et sous-tend la trilogie Écriture et Révélation, Le Verbe et la Croix et Unicité et monothéisme. L’Écriture, lieu de la Révélation est la demeure de la théologie qui, à la base, est nécessairement une théologie herméneutique. Breton en propose une compréhension renouvelée dans la thèse qu’il a soutenue pour le doctorat en théologie. L’usage qu’il y fait de la notion d’espace scriptural s’inspire pour une partie celle d’espace littéraire de M. Blanchot. Vient ensuite la théologie spéculative dans laquelle la foi s’extériorise et s’exprime. Dans la perspective d’une compréhension radicale du Principe, Breton donne, dans Le verbe et la Croix, sa version de la théologie du christianisme : une théologie de la Croix, développée en commentaire de deux textes majeurs de St Paul, qu’il oppose à une théologie de la toute puissance de Dieu et de la gloire du Christ. La troisième opération de conversion et de retour au Principe, s’accomplit dans la vie de l’Église, dans la foi et la pratique des chrétiens. D’après Unicité et Monothéisme, en raison même de la nature du Principe auquel elle entend faire retour, l’Église ne devrait pas prétendre être l’unique voie de salut dans une vision exclusiviste du monothéisme. Breton consacre aussi plusieurs ouvrages à la mystique, celle du fondateur de son Ordre, une mystique de la Croix et de la Passion, et celle de quelques grands mystiques comme Eckhart et Surin, dont la théologie devrait s’inspirer davantage.

### Une trilogie en philosophie
Dans la crise qui touche essentiellement en philosophie la grande tradition ontologique et métaphysique et que Breton s’attache à considérer avec lucidité, il a l’ambition de repenser l’organisation du pensable toujours en se fondant sur le schème néo-platonicien que nous avons dit. Il annonce en 1970 une trilogie dont deux volumes sont parus: Du Principe. L’organisation contemporaine du pensable (1971) et Être, Monde, Imaginaire (1976). Le 3ème volume annoncé sous le titre Philosophie et Discours absolu n’est pas paru sans que l’on ait d’explication à ce sujet. Le premier de ces ouvrages qui est incontestablement le plus important des écrits de l’auteur n’est pas un discours qui prétendrait dire directement quelque chose du Principe, mais qui expose une réflexion critique sur la concept du Principe, sur la difficulté de le dire, sur la projection du Principe dans les discours de la philosophie et de la théologie et enfin sur la crise contemporaine qui affecte l’idée de Principe. La critique et la crise permettent finalement de comprendre plus radicalement le Principe comme ce qui n’est rien de ce qui dérive de lui, selon la formule néo-platonicienne. Le second volume traite de l’être non pas à la manière des ontologies ou des métaphysiques traditionnelles, mais en admettant que l’être n’est pas le Principe, celui-ci n’étant rien de l’être. L’être est alors le monde donné dans les deux versions du logos et du mythos ; il n’est pas monde sans la vertu d’un imaginaire-rien.
Ces deux volumes illustrent sans doute ce que peut être une philosophie qui pense radicalement le Principe comme n’étant rien de ce qui est. Ils montrent aussi ce que la philosophie ne peut pas (ou plus) être. Mais comment alors la philosophie se pense-t-elle elle-même, dans sa conversion au principe ? Le 3ème volume annoncé, Philosophie et discours absolu, dont le titre marquait sans doute déjà une distance à l’idée de philosophie comme discours absolu, n’a pas été publié dans la foulée, mais a-t-il été abandonné ?

### Le philosophie, pensée du rien
Breton a conçu et produit des ouvrages systématiques en philosophie et en théologie à un moment particulièrement bouleversant dans le domaine de la vie et de la pensée des sociétés : celui des événements de mai 68 et de leurs suites. Non seulement il a vécu ces événements à Paris, mais un changement important est intervenu à ce moment-là dans sa vie de professeur de philosophie. Jusque là enseignant des Universités catholiques, il fait en 1967 la connaissance de L. Althusser et devient Maître de Conférences à l’École Normale Supérieure. Il entre alors en contact et en discussion intellectuelle avec les maîtres de l’heure en philosophie et avec les futurs maîtres de demain. L’amitié de plusieurs comptera beaucoup dans sa réflexion, notamment celle d’Althusser lui-même et celle de B. Cassin. Par rapport au milieu philosophique dans lequel il évoluait jusque là, Breton élargissait considérablement son horizon.
Paraissent alors des travaux consacrés à la pensée du rien : Rien ou quelque chose. Roman de métaphysique (1987) et La pensée du rien (1992). Le rien était bien présent dans les ouvrages antérieurs inspirés du néoplatonisme et sa définition du Principe. Mais s’il est donc impossible de penser le principe sans penser le rien, il n’est pas dit que le Principe est le rien ; c’est plutôt l’être qui n’est rien, ou le monde ou l’homme en tant qu’être libre parce que capable de penser le rien. La philosophie et encore moins la théologie qui visent le Principe ne sont donc la pensée du rien, même si elles ne peuvent penser sans penser le rien.
Il semble cependant que là où Breton s’interrogeait sur “philosophie et discours absolu”, il en soit venu à penser que la philosophie est “la pensée du rien”, la philosophie et non la théologie. La philosophie n’est pas le lieu de la connaissance mais de la pensée. Le lieu de la pensée, c’est le monde et c’est l’homme avec sa liberté. En ce lieu la philosophie fait bien retour au Principe mais non en pensant le Principe lui-même, plutôt en pensant le rien de l’être et du monde. Ce faisant elle n’est pas un discours absolument cohérent mais un discours critique. Et ce discours est même devenu chez Breton un discours volontiers vagabond ou errant si on en juge par les titres: Libres commentaires, Philosophie buissonnière, L’Autre et l’Ailleurs, Philosopher sur la côte sauvage.
En comprenant la philosophie comme pensée du rien, Breton a peut-être trouvé une définition de la philosophie comme lieu commun à toutes les philosophies, celle qu’il pratique lui-même et qu’habite toujours la visée du Principe, et celles, nombreuses, des philosophes qu’il fréquente, critiques, déconstructrices, sophistes, nihilistes etc. Pour Breton une philosophie ne peut pas être critique en excluant une philosophie quelle qu’elle soit ; elle ne peut la critiquer qu’en la comprenant. Et une philosophie qui est philosophie, c’est-à-dire qui est critique de cette façon-là, fait signe sans le savoir peut-être en direction du Principe.
Il a semble-t-il tenté d’exposer cette compréhension de la philosophie dans Vers l’originel de 1995. Ce volume pourrait être le 3ème volume de la trilogie car il est bien un discours sur la philosophie et son retour au principe par réflexion critique. Il n’est toutefois pas présenté comme tel par l’auteur et n’est plus tout à fait dans l’esprit du projet de départ.
Nous venons d’indiquer principalement ce qu’a fait Stanislas Breton dans le domaine de la métaphysique, qui est sans conteste son domaine de prédilection. Mais il s’est illustré aussi par des apports non négligeables en phénoménologie, en anthropologie, en philosophie politique.
Breton est un philosophe chrétien, mais ne développe aucune philosophie chrétienne et encore moins La philosophie chrétienne. Il pratique ce que lui semble pouvoir être la philosophie au lieu commun de la philosophie. Son œuvre est significative dans le contexte de la seconde moitié du XXe siècle, éclairante sur un devenir de la philosophie et sur la manière dont peuvent être pensées aujourd’hui les questions de la métaphysique.

## Publications

### Livres
- L' esse in et l'esse ad dans la métaphysique de la relation, Rome, 1951.
- La Passion du Christ et les philosophies, Teramo, Eco, 1954.
- Conscience et intentionnalité, Paris-Lyon, Vitte (Problèmes et doctrines), 1954.
- Approches phénoménologiques de l'idée d'être, Paris-Lyon, Vitte (Problèmes et doctrines), 1959.
- Situation de la philosophie contemporaine, Paris-Lyon, Vitte (Centre d'études de Carthage), 1959.
- Essence et existence, Paris, PUF, 1962.
- Le problème de l'être spirituel dans la philosophie de Nicolas Hartmann, Paris-Lyon, Vitte, 1962.
- Mystique de la Passion. Étude de la doctrine spirituelle de saint Paul de la Croix, Paris, Desclée, 1962.
- Saint Thomas d'Aquin, Paris, Seghers, 1965.
- Philosophie et mathématique chez Proclus, Paris, Beauchesne (Bibliothèque des archives de philosophie), 1969.
- La Recherche en philosophie et en théologie, 1970
- Du principe. Essai sur l'organisation du pensable, Paris, Aubier, 1971.
- Foi et raison logique, Paris, Le Seuil, 1971.
- Être, monde, imaginaire, Paris, Le Seuil, 1976.
- Théorie des idéologies, Paris, Desclée (Théorème), 1976.
- Spinoza. Théologie et politique, Paris, Desclée (Théorème), 1977.
- Marxisme et critique, Paris, Desclée (Théorème), 1978.
- Écriture et Révélation, Paris, Le Cerf, Cogitatio Fidei 97, 1979,  (ISBN 2204013048)
- Vers une théologie de la Croix, Clamart, 1980.
- Le Verbe et la Croix, Paris, Desclée, 1981.
- Unicité et Monothéisme, 1981,  (ISBN 220401642X)
- Deux mystiques de l'excès : J.-J. Surin et Maître Eckhart 1985,  (ISBN 2204024074)
- Rien ou quelque chose, roman de métaphysique, Paris, Flammarion, 1987,  (ISBN 2082115313)
- Poétique du sensible, 1988,  (ISBN 2204029114)
- Saint Paul, Paris, PUF, 1988,  (ISBN 2130419186)
- Philosophie buissonnière, Paris, Jérôme Millon, 1989,  (ISBN 2905614307), texte partiellement en ligne
- Philosopher par passion et par raison : Stanislas Breton, sous la direction de Luce Giard, éd. Jérôme Millon, 1990,  (ISBN 2905614382), texte partiellement en ligne
- Libres commentaires, 1990,  (ISBN 2204040843)
- Esquisses du politique, Paris, Messidor Éditions sociales, 1991,  (ISBN 2-209-06483-X)
- La Pensée du rien, Kok Pharos, 1992,  (ISBN 9024232171), texte partiellement en ligne
- De Rome à Paris. Itinéraire philosophique, Paris, Desclée de Brouwer, 1992.
- Matière et dispersion, Paris, Jérôme Millon, 1993,  (ISBN 2905614927), texte partiellement en ligne
- Vers l'originel, Paris, L'Harmattan, 1995,  (ISBN 2738437834), texte partiellement en ligne
- L'autre et l'ailleurs, Paris, Descartes & Cie, 1995,  (ISBN 2910301265)
- Philosophie et mystique, existence et surexistence, Paris, Jérôme Millon, 1996,  (ISBN 2841370429), texte partiellement en ligne
- L'avenir du christianisme, Paris, Desclée de Brouwer, 1999,  (ISBN 2220045811)
- Philosopher sur la côte sauvage, Paris, L'Harmattan, 2000,  (ISBN 2738498663)
- Causalité et projet, Paris, PUF, 2000.
- Individu et technologie, avec Bernard Baudry, Paris, L'Harmattan, 2005,  (ISBN 2747591662), texte partiellement en ligne
- Le Vivant miroir de l'univers, logique d'un travail de philosophie, 2006,  (ISBN 2204081337)

### Articles
- Stanislas Breton, "La théorie de la modalité dans l'ontologie de Nicolai Hartmann (première partie)", Rassegna di Scienze Filosofiche, vol. 2/3, 1948, p. 20–49.
- Stanislas Breton, "La théorie de la modalité dans l'ontologie de Nicolai Hartmann (deuxième partie)", Rassegna di Scienze Filosofiche, vol. 4, 1948, p. 30–60.
- Stanislas Breton, "Le problème de la liberté dans l'Éthique de Nikolai Hartmann", Revue Thomiste, vol. 49, 1949, p. 310–335.
- Stanislas Breton, "Religion et philosophie chez Nikolai Hartmann", Doctor Communis, 1951, vol. 4, p. 119–122.
- Stanislas Breton, "Le problème de l'être spirituel", Giornale di Metafisica, 1954, p. 397–438.
- Stanislas Breton, "Crise de la raison et philosophie contemporaine", in La crise de la raison dans la pensée contemporaine, Paris, Desclée (Recherches de philosophie, 5), 1960.
- Stanislas Breton, "Monde et nature", in Idée de monde et philosophie de la nature, Paris, Desclée de Brouwer (Recherches de philosophie, 7), 1966.
- Stanislas Breton, "Métaphysique et mystique chez Maître Eckhart", Recherches de science religieuse 64,2 (1976), p. 161-182.
- Stanislas Breton, "L'autrement du monde. Entretien avec Stanislas Breton", in : Le Pardon. Briser la dette et l'oubli, Olivier Abel (dir.), Paris, Editions Autrement, 1991, p. 109-128.